# Lijst van afleveringen van Bloedverwanten
Dit is een lijst van afleveringen van Bloedverwanten, een Nederlandse dramaserie. De serie telt tot nu 3 seizoenen.
| Seizoen | Afleveringen | Uitzendperiode                 | Uitzendperiode            | Verschijningsdatum dvd |
| ------- | ------------ | ------------------------------ | ------------------------- | ---------------------- |
| 1       | 12           | 4 maart – 20 mei 2010          | 25 mei – 10 augustus 2010 | 25 mei 2010            |
| 2       | 10           | 15 maart – 17 mei 2012         | -                         | 19 juni 2012           |
| 3       | 10           | 27 oktober –- 29 december 2014 | -                         | 20 januari 2015        |

## Afleveringen

### Seizoen 1 (2010)
| Nr. | #  | Titel                       | Regisseur           | Datum         | Kijkcijfers |
| --- | -- | --------------------------- | ------------------- | ------------- | ----------- |
| 1 | 1  | Familiegeheimen             | Frank Krom          | 4 maart 2010  | 1.278.000   |
| Opa Bennie voelt dat hij niet meer lang te leven heeft, daarom laat hij de hele familie bij elkaar roepen om een geheim aan hen te onthullen. Anton is uitgeroepen tot 'Ondernemer van het Jaar', daarom wordt hij uitgenodigd in een televisieprogramma, maar daar komt hij voor een pijnlijke verrassing te staan. Tussen Thomas en zijn vriend Oscar ontstaan wat irritaties nadat besloten is om hun eenjarig samenzijn niet te vieren. Ook bij Martijn gaat het niet voortvarend in de liefde als hij een oudere dame mee naar huis neemt terwijl hij net aan een relatie is begonnen met Laura.Iris komt voor een grote verrassing te staan als ze de uitslag van de borstkanker-scan te horen krijgt. |    |                             |                     |               |             |
| 2 | 2  | Afscheid nemen bestaat niet | Frank Krom          | 11 maart 2010 | 1.120.000   |
| Opa Bennie wordt begraven, maar daar komt wel een erg onverwachte gast opdagen. Esther gaat op onderzoek uit en komt voor een grote verrassing te staan. Tijdens het bezoek aan de notaris wordt deze verrassing nog groter en krijgt Esther heel wat te verwerken. Fien wordt jaloers op de secretaresse van Anton waardoor de sfeer er thuis ook niet beter op wordt. Antje besluit om weg te lopen als de sfeer voor haar ondraagbaar wordt. Thomas laat merken dat hij niet alleen geïnteresseerd is in mannen, dat komt de relatie met Oscar zeker niet ten goede Iris heeft het moeilijk met haar ziekte en laat Youssef weten dat zij niet langer van plan is te verhuizen naar Egypte, wat ooit wel afgesproken is. Ondertussen lijkt de relatie tussen Martijn en de veel oudere Elisabeth toch serieuzer dan er in eerste instantie werd gedacht binnen de familie. |    |                             |                     |               |             |
| 3 | 3  | Het begin van het einde     | Frank Krom          | 18 maart 2010 | 1.057.000   |
| Esther blijkt veel te geven om familie, ze laat haar pas ontdekte halfzus Eva direct toe in de familie. Eva daarentegen doet het liever wat rustiger aan en vraagt Esther om dit 'geheim' nog even te bewaren. Antje besluit om bij Martijn te gaan slapen nadat haar ouders, voor de zoveelste keer, in een ruzie terechtkwamen. Esther vindt dit echter geen goed idee en besluit dat Antje wel bij haar mag intrekken. Hier is Fien het echter niet mee eens, die toch al niet lekker in haar vel zit door de problemen met Anton. Na een mislukte versierpoging van Thomas richting zijn collega Laura is het voor vriend Oscar tijd om de balans op te maken. Thomas probeert zijn collega Laura te versieren, dit loopt echter niet zoals gepland. Zijn vriend Oscar besluit hierop dat het tijd is voor een nieuwe draai aan zijn leven. Maar ook Martijn ondervindt problemen in zijn relatie, die toch nog maar heel pril blijkt te zijn. |    |                             |                     |               |             |
| 4 | 4  | De kennismaking             | Frank Krom          | 25 maart 2010 | 910.000     |
| Esther organiseert een afscheidsfeest voor Oscar. Niet iedereen is even enthousiast als Ester zelf. En passant wil ze ook haar halfzus Eva introduceren, alleen durft zij (nog) niet te komen. Als Anton tijdelijk bij Esther intrekt blijken haar gevoelens voor Anton nog niet verdwenen. Zij ziet een nieuw begin dan ook helemaal zitten, maar wat vindt Anton hiervan? In het ziekenhuis blijkt dat Iris geopereerd zal moeten worden. Dat komt boven op het vertrek van Youssef, die met de kinderen naar zijn geboorteland Egypte gaat. Martijn komt erachter dat zijn vriendin Elisabeth een man en kinderen heeft en merkt dat hij toch niet helemaal om kan gaan met de gevoelens die dan bij hem bovenkomen. |    |                             |                     |               |             |
| 5 | 5  | Een nieuwe aandeelhouder    | Anne van der Linden | 1 april 2010  | 1.020.000   |
| Nu duidelijk is geworden dat Eva de dochter van de Bennie is, is het een logisch vervolg dat ze ook mede-eigenaar wordt van het bedrijf. Esther vindt dit een prima plan, maar Anton is het er niet zo snel mee eens. Hij vraagt zich af of het wel zeker is dat Eva een dochter is van Bennie. Eva probeert iets voor de familie te doen door Fien tegen te houden als ze het familiegeheim als schandaal naar buiten wil brengen. Zo kan Eva ook vertrouwen winnen bij de rest van de familie. Thomas blijkt een goede invloed te hebben op Antje, waar ze eerst nog een beetje onverwacht als logee om de hoek kwam kijken. Martijn gaat direct op zoek naar een nieuwe vriendin als Elisabeth een punt zet achter de (nog prille) relatie tussen de twee. Youssef en de kinderen blijken niet terug te komen uit Egypte wanneer Iris dat had verwacht. Het wachten duurt vele malen langer dan gedacht... |    |                             |                     |               |             |
| 6 | 6  | Zware tijden                | Anne van der Linden | 8 april 2010  | 1.000.000   |
| Iris heeft het moeilijk als Youssef niet meer terugkomt uit Egypte en het lijkt of hij de kinderen ontvoerd heeft. Bovendien moet ze worden geopereerd om zo de borstkanker te laten verwijderen. Ook is ze nog jarig, maar door alle omstandigheden wil ze dit niet vieren. Toch organiseert Esther een surpriseparty, dit kan Iris niet waarderen. Als Eva een DNA-test heeft laten doen blijkt dat ze lid is van de familie, en daarmee dus ook van het bedrijf. Het lukt Antje niet om haar gevoelens voor Thomas langer te onderdrukken. Ook probeert ze om Thomas en Oscar weer bij elkaar te krijgen, maar dat wil nog niet echt lukken. Elisabeth blijkt zwanger van Martijn, maar ze wil het niet houden. Dit nieuws is te heftig voor hem en hij gaat dan ook rare dingen doen. |    |                             |                     |               |             |
| 7 | 7  | De operatie                 | Anne van der Linden | 15 april 2010 | 911.000     |
| Terwijl Martijn al aangekomen is bij Mylene, gaat het er in de familie nog over dat Elisabeth zwanger is van Martijn. Maar ook aan de relatie met Mylene lijkt een einde te komen. Ondertussen zoekt Laura Mylene op om haar te vertellen dat Martijn eigenlijk bij Laura hoort, Mylene weet nog niet zo goed hoe ze daar mee om moet gaan. Terwijl Iris wordt geopereerd, vertrekt Anton naar Egypte om Youssef en de kinderen terug te halen naar Nederland. Eva neemt al snel haar plek in als mede-eigenaar van het bedrijf, nu duidelijk is geworden dat ze ook daadwerkelijk in de familie thuis hoort. Ze neemt direct een standpunt in dat lijnrecht tegenover dat van Anton staat, Anton is daar niet van gecharmeerd. Fien besluit op onderzoek uit te gaan en te bekijken hoe de band tussen Antje en Thomas daadwerkelijk in elkaar steekt. Zonder dat veel mensen dat door hebben wordt die band steeds intiemer. |    |                             |                     |               |             |
| 8 | 8  | Het paard van Troje         | Anne van der Linden | 22 april 2010 | 931.000     |
| De positie die Eva binnen het bedrijf inneemt wordt steeds groter als Thomas en Iris zich achter haar scharen. Ook Anton begint nu te twijfelen aan zijn zakelijke instinct. Esther daarentegen vreest juist dat Eva het Paard van Troje is, dat zij zelf heeft binnengehaald. Anton heeft ervoor gezorgd dat Youssef en de kinderen weer terug in Nederland zijn, voor Esther reden om een feestje te organiseren. Nu Iris niet meer in het ziekenhuis hoeft te verblijven, kiest ze ervoor om tijdelijk bij Esther in te trekken. Hier gaat ze nadenken over haar persoonlijkheid en daar blijkt ze niet tevreden mee te zijn. Fien besluit alles anders te gaan doen en het huis helemaal te verbouwen. Anton stuurt Laura langs omdat hij er niet gerust op is dat alles goed gaat met Fien, Fien weet haar emoties dan niet meer onder controle te houden. Mylene blijft bij haar besluit: de relatie tussen haar en Martijn heeft lang genoeg geduurd. Martijn kan dit niet goed bevatten en gaat die nacht helemaal door het lint als hij over straat loopt, met de politiecel als gevolg. Door inspanning van Antje kunnen Thomas en Oscar het weer erg goed vinden en besluiten een nachtje nader tot elkaar te komen. Maar Antje had niet verwacht dat het zo goed zou komen en weet niet goed hoe ze ermee om moet gaan. Oscar geeft Thomas het advies hun opbloeiende relatie nog even geheim te houden voor Antje, maar Thomas doet met dat advies wat hem het beste lijkt. |    |                             |                     |               |             |
| 9 | 9  | Schuldbekentenis            | Pieter van Rijn     | 29 april 2010 | 657.000     |
| Als de door Anton bedacht bedrijfsovername niet doorgaat wordt hij woedend en verlaat direct het kantoor. Dat wegblijven wordt vergemakkelijkt door een leuk, jong meisje van een oude fotocursus. Maar zodra Esther hier weet van krijgt is Anton niet langer welkom in 'het grote huis'. Sinds de operatie die Iris moest ondergaan voelt ze zich leeg en ongelukkig. Ze besluit dat ze hier iets aan moet gaan doen. Haar keuze valt op een heftige, experimentele groepstherapie, dat een confronterende plek blijkt te zijn voor Iris. Martijn lijkt, na wat hulp van Laura zijn leven ook te willen beteren. Maar het blijkt moeilijk om één dame een vaste plek in zijn leven te geven. En Laura, die die plek wel ziet zitten, krijgt de kans niet. Vlak voor het overlijden van de moeder van Eva, vertelt die moeder over de familie Aronson. Eva kan dit gesprek moeilijk loslaten en probeert er achter te komen wat er met die familie aan de hand is. Tijdens het doorzoeken van oude post van Bennie (haar vader) komt ze erachter dat het familiebedrijf nog een grote schuld heeft bij die familie, daterend uit de Tweede Wereldoorlog. Die schuld is zelfs zo groot dat het het bedrijf de kop zou kunnen gaan kosten. Ondertussen doet Antje er alles aan om zowel Thomas als Oscar voor zich te winnen. Fien vindt dit echter te ver gaan en kan het niet uitstaan.                                                                                                 |    |                             |                     |               |             |
| 10 | 10 | De opvolger                 | Pieter van Rijn     | 6 mei 2010    | 896.000     |
| De groepstherapie waaraan Iris heeft deelgenomen heeft heel wat losgemaakt bij haar en ze besluit dan ook (per direct) een betere moeder te worden. Maar die keuze kent een moeilijke start wanneer Youssef prompt moet vertrekken naar Egypte omdat zijn vader ziek is geworden. Dit is voor Iris iets te veel van het goede. Martijn wordt er door Laura van beschuldigd laf te zijn, Martijn besluit hier direct iets aan te doen door zich uit te laten schrijven als erfgenaam van de familie. Hij is benieuwd of Laura dan nog steeds iets in hem ziet. Ondertussen trekt Anton weer in bij Fien, maar het meisje van de fotocursus blijft hem bezighouden. Fien vindt dat Anton nu eindelijk wel eens actie moet ondernemen om er achter te komen wat er gaande is tussen Thomas en Antje. Anton confronteert Thomas met die relatie en deelt mee dat het beter is om te stoppen. Antje fantaseert echter al over trouwen. Eva en Esther kunnen het idee van het gestolen geld niet loslaten en zullen er dan ook voor zorgen dat het terug gegeven zal worden aan de erfgenamen van Aronson. Anton neemt ontslag als hij merkt dat hij wederom niets te zeggen heeft in het bedrijf, dit biedt Eva de kans nog dieper door te dringen in het bedrijf. Ook doet zij Esther het voorstel om 1% van haar aandelen aan Eva te verkopen, zodat het voor Eva makkelijker wordt om beslissingen door te voeren.                                                                         |    |                             |                     |               |             |
| 11 | 11 | Vertrouwen                  | Pieter van Rijn     | 13 mei 2010   | 1.049.000   |
| In het bedrijf wordt druk gezocht naar een nieuwe directeur nu Anton zijn taken heeft neergelegd. Thomas en Iris hebben twijfelen nog aan hun eigen capaciteiten, maar Eva schuift zichzelf direct naar voren. Het etentjes met Anton loopt echter niet op rolletjes, ze had gehoopt op een betere uitkomst. Ook wordt er ondertussen vooruitgang geboekt in de Aronson-zaak, alles lijkt succesvol te gaan verlopen. Anton is ondertussen bezig met het organiseren van een reis naar Australië met de jonge Rosa, net nu het beter lijkt te gaan tussen hem en Fien. Maar Fien wordt achterdochtig en volgt hem naar en van zijn afspraakjes met Rosa, de pijnlijke waarheid wordt duidelijk. Fien kan dit niet aan en besluit een geheim van het familiebedrijf door te brieven aan de media, wat het einde van het bedrijf zou kunnen betekenen. Nadat Laura een dagje heeft opgepast bij Iris verbaast ze zich bij terugkomst dat de kinderen totaal geen partij waren voor Laura. Iris begint wederom te twijfelen aan haar kwaliteiten als moeder. Wanneer Youssef terugkomt uit Egypte komt hij ook nog eens met het voorstel om op te splitsen en haar achter te laten in Nederland, terwijl hij naar Egypte zal gaan met de kinderen. Antje wil een gezin stichten met Thomas en Oscar en vraagt hun symbolisch te huwelijk. Thomas is echter nog niet zo zeker van zijn keuze, die hij uiteindelijk toch zal moeten maken.                                                    |    |                             |                     |               |             |
| 12 | 12 | Verleden en heden           | Pieter van Rijn     | 20 mei 2010   | 836.000     |
| Nu de problemen bij het bedrijf groter worden wordt Anton teruggevraagd om deze op te lossen. Zo zal hij onder andere moeten zorgen dat de paniek die is uitgebroken rond de Aronson-zaak niet uit de hand zal lopen. Maar nu Anton terugkomt vallen een aantal plannen van Eva in het water. Eva krijgt ook steeds minder steun van Esther en besluit daarom steun te zoeken bij Martijn. Martijn besluit om Laura ten huwelijk te vragen, hij doet dit volgens haar echter op de verkeerde manier. De tweede keer kent meer succes en Laura stemt in met dit verzoek. Ondertussen heeft Youssef besloten dat hij terug wil naar Egypte samen met de kinderen. Hoewel Iris eerst nog voor dit plan was komt ze er achter de ze het toch niet kan verkroppen om haar kinderen mee te geven. Nu is het de vraag of Youssef alleen zal vertrekken, of toch achter zal blijven met Iris en de kinderen. Antje wil symbolisch trouwen met Oscar en Thomas. Esther laat zich dit geen twee keer zeggen en organiseert een feestje. Alles lijkt goed te gaan, tot het Oscar te veel wordt. Als men probeert het verdriet een plek te geven belt Fien in een verwarde toestand op naar Esther. In dit gesprek laat ze weten dat ze 'het niet meer ziet zitten'. Als Anton aankomt bij het huis is ze nergens meer te bekennen, maar alle spullen zijn nog thuis. |    |                             |                     |               |             |

### Seizoen 2 (2012)
| Nr. | #  | Titel                          | Regisseur           | Datum         | Kijkcijfers |
| --- | -- | ------------------------------ | ------------------- | ------------- | ----------- |
| 13 | 1  | Een begin zonder einde         | Anne van der Linden | 15 maart 2012 | 981.000     |
| Esther verhuist naar de oude woning van haar overleden vader Bennie. Tijdens de housewarmingparty is de hele familie compleet, maar de gezelligheid wordt abrupt verstoord door schokkend nieuws van Antje. |    |                                |                     |               |             |
| 14 | 2  | Een nieuw familielid           | Anne van der Linden | 22 maart 2012 | 1.188.000   |
| Even plotseling als ze is verdwenen verschijnt Fien weer ten tonele. Het blijkt een vrouw op een missie met kwade intenties... Eva krijgt slaande ruzie met Esther over Winterflowers. |    |                                |                     |               |             |
| 15 | 3  | Verrassende Feiten             | Anne van der Linden | 29 maart 2012 | 854.000     |
| Iris stelt haar nieuwe vriend Ron voor aan haar dochters. Esther heeft lucht gekregen van het bestaan van Antons nieuwe vriendin en start een zoektocht om haar identiteit te achterhalen. |    |                                |                     |               |             |
| 16 | 4  | Familiebanden                  | Anna van der Linden | 5 april 2012  | 1.082.000   |
| Youssef komt terug uit Egypte om zijn kinderen weer te zien en blijkt nog steeds veel van Iris te houden. Ondertussen heeft de wraaklustige Fien een belangrijke ontdekking gedaan. |    |                                |                     |               |             |
| 17 | 5  | Problemen                      | Pieter van Rijn     | 12 april 2012 | 991.000     |
| Esther is zo geobsedeerd door de mysterieuze nieuwe vriendin van Anton dat ze het stel volgt naar de golfclub. Iris bevindt zich in een vreemde driehoeksverhouding met haar man Youssef en vriend Ron. |    |                                |                     |               |             |
| 18 | 6  | Duidelijkheid en veranderingen | Pieter van Rijn     | 19 april 2012 | 1.000.000   |
| Op de zaak gaan Esther en Eva zich bemoeien met een forse en bedreigende schadeclaim van Fien. Esther stimuleert haar familie om te blijven vechten, koste wat het kost. |    |                                |                     |               |             |
| 19 | 7  | Een plek in de familie         | Anne van der Linden | 26 april 2012 | 983.000     |
| Tussen Eva en Fien begint een onwaarschijnlijke samenwerking te ontstaan, maar tijdens het feestje bij Thomas en Wouter loopt de situatie enorm uit de hand en zou alles wel eens snel kunnen veranderen. |    |                                |                     |               |             |
| 20 | 8  | Harde onderhandelingen         | Anne van der Linden | 3 mei 2012    | 991.000     |
| Na een auto-ongeluk van Eva krijgt Esther lucht van het complot tussen Fien en Eva. Esther huurt ongure hulp in om Fien onder druk te zetten, maar haar actie werkt averechts. Fien ontploft en verklaart de oorlog aan de familie. Ze dient haar definitieve claim in tegen Winter Flowers... |    |                                |                     |               |             |
| 21 | 9  | Verschillen en overeenkomsten  | Anne van der Linden | 10 mei 2012   | 930.000     |
| Esther roept de familie bijeen om schoon schip te maken. Onder haar leiding wordt er een nieuw plan gemaakt om de problemen van Winter Flowers op te lossen. Boris en Antje besluiten te gaan samenwonen en trekken in in het oude huis van de moeder van Boris. Laura komt weer in het geheim op bezoek bij Antje om haar baby te zien en Antje weet haar te inspireren tot het maken van een dappere beslissing. |    |                                |                     |               |             |
| 22 | 10 | Eind goed al goed?             | Anne van der Linden | 17 mei 2012   | 945.000     |
| De Winterflowers lijkt te worden gered. Eind goed al goed... of toch niet? |    |                                |                     |               |             |

### Seizoen 3 (2014)
| Nr. | #  | Titel                       | Regisseur           | Datum            | Kijkcijfers |
| --- | -- | --------------------------- | ------------------- | ---------------- | ----------- |
| 23 | 1  | Omgedraaide rollen          | Anne van der Linden | 27 oktober 2014  | 968.000     |
| Oud-directeur van De Winter Flowers, Anton, probeert te genieten van zijn vervroegde pensioen. De drie directeuren Esther, Eva en Fien, proberen de touwtjes van Winterflowers stevig in handen te krijgen, maar staan absoluut niet op een lijn. Daarbij heeft ieder zo zijn verborgen agenda. Iris ziet dit met lede ogen aan en verliest haar geduld. Alsof de chaos nog niet compleet is, wordt de familie ook nog getroffen door een groot drama. Lukt het Esther om de familie bij elkaar te houden. |    |                             |                     |                  |             |
| 24 | 2  | Onverwachte dood            | Anne van der Linden | 3 november 2014  | 899.000     |
| Na de dood van Antje kantelt het leven van alle familieleden. Behalve dat van Eva. Die ziet haar kans om de macht binnen Winterflowers, voorgoed naar zich toe te trekken. |    |                             |                     |                  |             |
| 25 | 3  | Bij elkaar geraapt zooitje  | Anne van der Linden | 10 november 2014 | 921.000     |
| Na de dood van Antje kantelt het leven van alle familieleden. Behalve dat van Eva. Die ziet haar kans om de macht binnen Winterflowers, voorgoed naar zich toe te trekken. |    |                             |                     |                  |             |
| 26 | 4  | De twee tweede ontmoetingen | Anne van der Linden | 17 november 2014 | 874.000     |
| Esthers nieuwe plan lijkt te gaan lukken op discrete manier, maar of Mok de uitkomst wel leuk gaat vinden lijkt niet van belang. Anton, Iris en Thomas vertellen hun nieuwe plannen aan Esther, maar die reageert niet zoals de drie gehoopt hadden. Laura heeft ondertussen last van David en probeert van hem af te komen. |    |                             |                     |                  |             |
| 27 | 5  | Nieuwe liefde               | Pieter van Rijn     | 24 november 2014 | 987.000     |
| Esther gaat het helemaal anders doen en trekt als een soldaat ten strijde. Thomas en Eva vinden allebei een nieuwe liefde, maar zijn ook allebei bang voor de reacties. Ronald krijgt de schrik van z'n leven en het wordt Laura te heet onder haar voeten. |    |                             |                     |                  |             |
| 28 | 6  | Haar verjaardag             | Pieter van Rijn     | 1 december 2014  | 931.000     |
| Iris' bedrijf begint een grote concurrent te worden voor Winterflowers. Eva besluit om zonder overleg met Esther Iris een smerige streek te flikken. Ondertussen is Esther jarig en viert ze haar verjaardag anders dan ze had verwacht. Esther raakt door de strijd van Eva te moeten kiezen voor haar familie of haar bedrijf. |    |                             |                     |                  |             |
| 29 | 7  | Wedekerige spionage         | Anne van der Linden | 8 december 2014  | 938.000     |
| Laura wordt door David onder druk gezet en weet geen raad meer, ze besluit Esther in vertrouwen te nemen die de waarheid beter opneemt dan verwacht. Iris moet een groot offer brengen wil ze haar bedrijf tot iets groots maken. Esther doet Anton een verrassend voorstel, in het belang van het bedrijf en familie. |    |                             |                     |                  |             |
| 30 | 8  | Robijnen huwelijk           | Anne van der Linden | 15 december 2014 | 918.000     |
| Estger besluit dat de zaken anders moet en grijpt in, en als Esther zoiets besluit is er dan nog iemand die haar kan stoppen? Op haar beurt wil Eva zoete wraak, want zij voelt zich een buitenbeentje als iedereen is uitgenodigd voor de première van de dansgroep van Thomas op haar na. Anton en Esther vieren hun 40-jarige trouwdag, of eigenlijk niet echt. |    |                             |                     |                  |             |
| 31 | 9  | Op voet van oorlog          | Anne van der Linden | 22 december 2014 | 814.000     |
| Esther en Eva staan op voet om de oorlog tegen elkaar te verklaren, maar wie gaat de machtsstrijd binnen de Winterflowers winnen. Fien wordt door de strijd tussen de twee zussen op andere ideeën gezet. Thomas komt zijn oude liefde tegen, maar hand in hand met een andere oude liefde. Daarnaast blijkt binnen de familie oude liefde niet te roesten. |    |                             |                     |                  |             |
| 32 | 10 | Surprise Party              | Anne van der Linden | 29 december 2014 | 800.000     |
| Laura ontdekt eindelijk wie de biologische vader van Hidde is, maar voor haar komt dit toch als een grote verrassing. Esther bereidt voor zichzelf een surpriseparty voor, waar ze zelf eigenlijk niks van af weet. Daarnaast krijgt de familie inclusief Esther te maken met een grote verrassing. |    |                             |                     |                  |             |